# Sint-Michielskerk (Ichtegem)

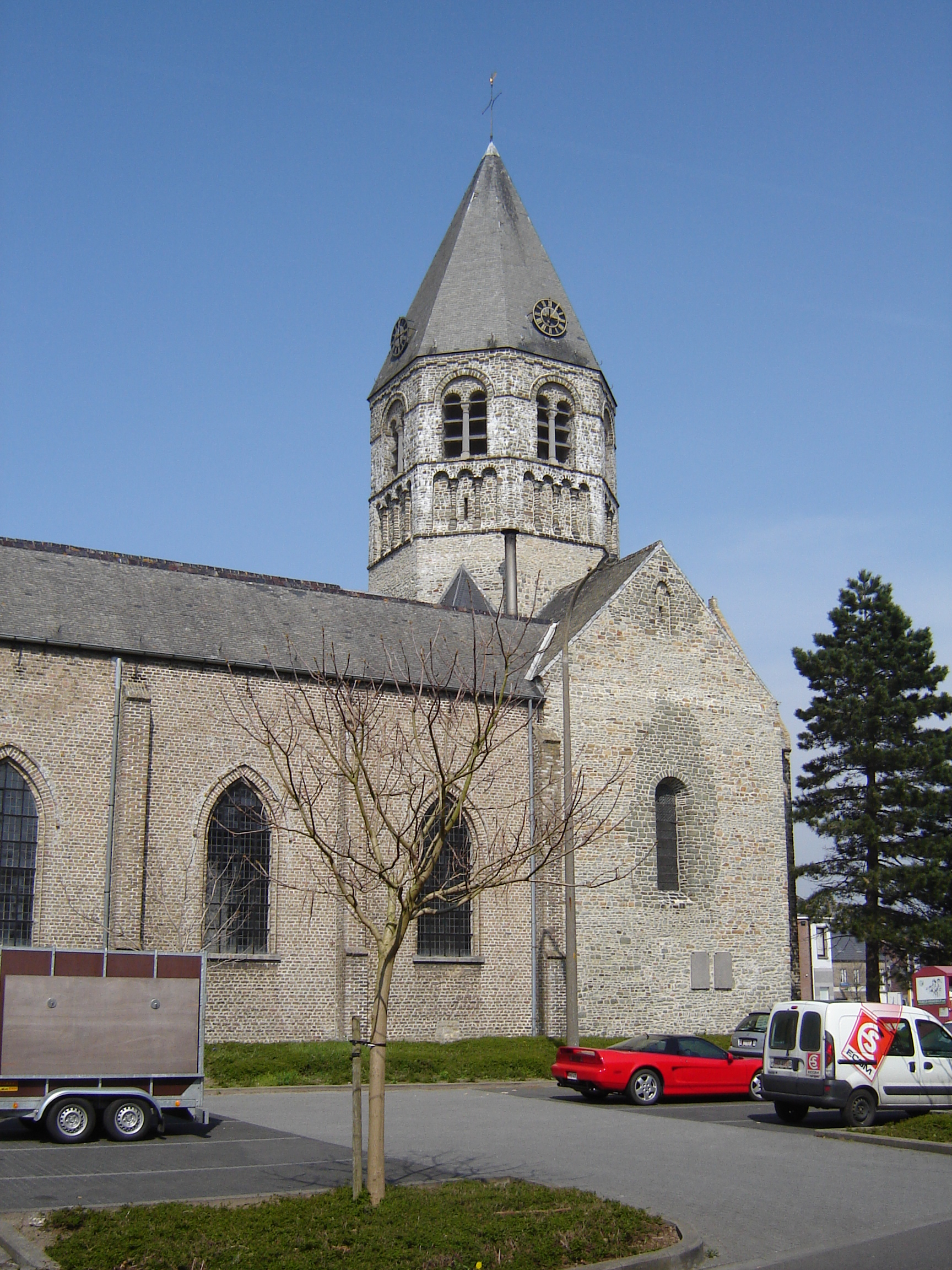
Sint-Michielskerk

De Sint-Michielskerk is de parochiekerk van de West-Vlaamse plaats Ichtegem, gelegen aan de Markt.

## Geschiedenis
Van een parochiekerk is sprake van in 1026, wanneer het patronaatsrecht van de kerk aan de Abdij van Sint-Bertinus te Sint-Omaars wordt geschonken. Er is dan sprake van een laatromaanse kruiskerk. Omstreeks 1445 vond een verbouwing in gotische stijl plaats. In de 2e helft van de 16e eeuw werd de kerk tijdens de godsdiensttwisten beschadigd. Omstreeks 1620 werd de herstelde kerk ingewijd. Begin 19e eeuw was sprake van een pseudobasiliek met romaanse vieringtoren. In 1844 werd het schip gesloopt en vervangen door een veel groter neogotisch schip. Er kwam ook een nieuw, naar het westen gericht, koor. Het oorspronkelijke koor werd omgebouwd tot ingangsportaal. De achtkante klokkenverdieping van de toren werd in 1873 herbouwd in pseudoromaanse stijl naar ontwerp van Pierre Buyck, om in 1930 te worden herbouwd in natuursteen, in een meer oorspronkelijke stijl, naar ontwerp van Maurice Allaert. In 1937 werden de romaanse delen van de kerk, met name het transept, het onderste deel van de toren en de resten van het oorspronkelijke koor, beschermd. Later volgde de klokkenverdieping en de spits van de toren.

## Pastoors
- 1510 Jakob Canin
- David Calaert
- Petrus Feyts
- 1620 Joannes Deconinck (deservitor)
- 1623-1630 Joannes Rolandus Coelembier
- 1630-1639 Jan David
- 1639-1644 Hendrik Goormachtig
- 1644-1646 Petrus Bultynck
- 1647-1651 Jan Coelembier
- 1651-1680 Stephanus Kerckhof
- 1680-1688 Franciscus Hacquebaert
- 1688-1691 Antonius van Mosschroen
- 1691-1706 Petrus Jacobs
- 1708-1711 Karel Robert
- 1711-1729 Nikolaus Verbeke
- 1729-1740 Lodewijk Vre
- 1740-1755 Joannes La Ros
- 1755-1785 Petrus Georgius De Brouckere
- 1785-1799 Bernardus Benedictus Valcke
- 1803-1829 Franciscus Antonius van Maldeghem
- 1829-1840 Bernardus Ludovicus Martlé
- 1841-1851 Joannes Benedictus Langendonck
- 1851-1879 Joannes Baptista Bruwier
- 1879-1888 Augustus Cornelius Plaetevoet
- 1888-1908 Camille Joannes Berghman
- 1908-1911 Cyriel Vandenberghe
- 1911-1925 August Willaert
- 1925-1937 Pius-Alfonsus Snick
- 1937-1955 Achiel Dewulf
- 1955-1970 Pol Iserbyt
- 1970-1986 Maurits Dewulf
- 1986-2002 Ludwig Verhelst
- 2002-heden Philip Verbrugge

## Gebouw
Het ingangsportaal, het transept en de onderste verdieping van de toren zijn nog oorspronkelijk romaans en gebouwd in ruwe natuursteenblokken. Hierop bevindt zich een achtkante klokkenverdieping met achtkante spits, van 1930. In het westen een lang neogotisch schip en koor.

## Interieur
Het hoofdaltaar is van 1965, en in de rechter zijbeuk is een altaar van 1754, met een schildering van de marteldood van Sint-Sebastiaan. Van 1745 is een Onze-Lieve-Vrouwealtaar. Ook zijn er twee biechtstoelen van 1744 en een preekstoel waarvan de kuip uit 1680 stamt. Het koorgestoelte is van omstreeks 1700. Het Van Peteghem-orgel is van 1767-1768.